# Twentynine Palms (California)
Twentynine Palms (nota anche come 29 Palms) è una città della contea di San Bernardino, California, Stati Uniti. In precedenza era chiamata Twenty-Nine Palms.

## Geografia fisica
Secondo lo United States Census Bureau, ha un'area totale di 59,14 mi² (153,17 km²).

## Società

### Evoluzione demografica
Secondo il censimento del 2010, la popolazione era di 25 048 abitanti.

### Etnie e minoranze straniere
Secondo il censimento del 2010, la composizione etnica della città era formata dal 71,6% di bianchi, l'8,2% di afroamericani, l'1,3% di nativi americani, il 3,9% di asiatici, l'1,4% di oceanici, il 6,7% di altre razze, e il 6,9% di due o più etnie. Ispanici o latinos di qualunque razza erano il 20,8% della popolazione.